# Marcel Sabitzer
Marcel Sabitzer (Wels, Austria, 17 de marzo de 1994) es un futbolista austriaco que juega como centrocampista en el Borussia Dortmund de la Bundesliga.

## Trayectoria

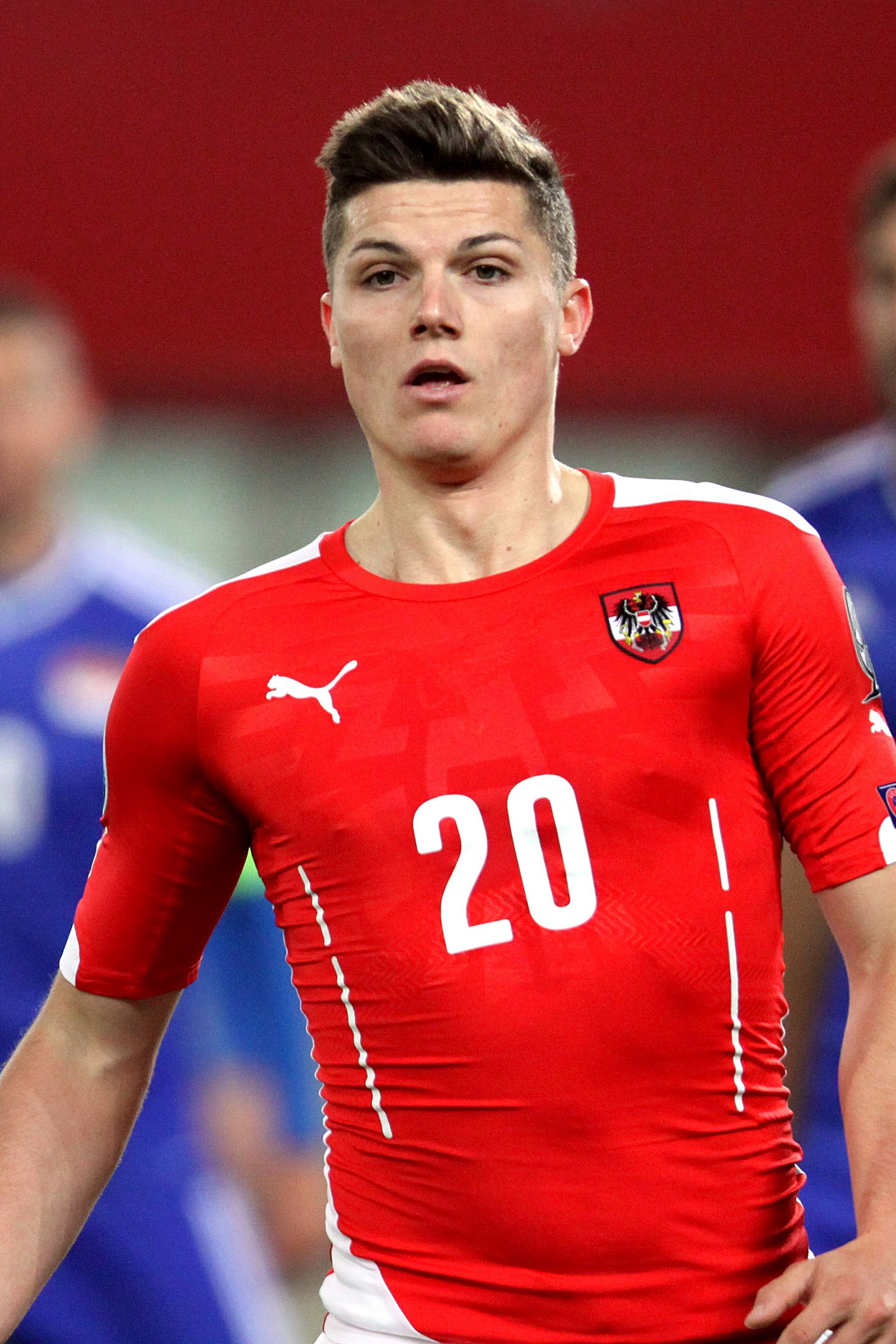
Clasificación para la Eurocopa 2016, Grupo G – Austria (camisetas rojas) contra Liechtenstein (camisetas azules) 3–0 (1–0) el 12 de octubre de 2015 en el Ernst-Happel-Stadion, Viena – La foto muestra a Marcel Sabitzer.

Luego de su paso por el R. B. Leipzig de Alemania, el 30 de agosto de 2021 fichó por el Bayern de Múnich. En este equipo disputó 54 partidos antes de ser cedido al Manchester United F. C. en enero de 2023 para lo que quedaba de temporada. Tras la misma regresó a Alemania y el 24 de julio se anunció su incorporación al Borussia Dortmund con un contrato hasta junio de 2027.

## Selección nacional

### Participaciones en Eurocopas
| Copa          | Sede     | Resultado        | Partidos | Goles |
| ------------- | -------- | ---------------- | -------- | ----- |
| Eurocopa 2016 | Francia  | Primera fase     | 3        | 0     |
| Eurocopa 2020 | Europa   | Octavos de final | 4        | 0     |
| Eurocopa 2024 | Alemania | Octavos de final | 4        | 1     |

## Estadísticas

### Clubes
Actualizado al último partido disputado el 5 de julio de 2025.
| Club                               | Div.          | Temporada     | Liga  | Liga  | Copas nacionales | Copas nacionales | Copas internacionales | Copas internacionales | Total | Total |
| Club                               | Div.          | Temporada     | Part. | Goles | Part.            | Goles            | Part.                 | Goles                 | Part. | Goles |
| ---------------------------------- | ------------- | ------------- | ----- | ----- | ---------------- | ---------------- | --------------------- | --------------------- | ----- | ----- |
| Admira Wacker · Austria            | 1.ª           | 2010-11       | 8     | 2     | 0                | 0                | ―                     | ―                     | 8     | 2     |
| Admira Wacker · Austria            | 1.ª           | 2011-12       | 20    | 5     | 1                | 0                | ―                     | ―                     | 21    | 5     |
| Admira Wacker · Austria            | 1.ª           | 2012-13       | 17    | 4     | 2                | 0                | 4                     | 0                     | 23    | 4     |
| Admira Wacker · Austria            | Total club    | Total club    | 45    | 11    | 3                | 0                | 4                     | 0                     | 52    | 11    |
| S. K. Rapid Viena · Austria        | 1.ª           | 2012-13       | 16    | 3     | 1                | 0                | ―                     | ―                     | 17    | 3     |
| S. K. Rapid Viena · Austria        | 1.ª           | 2013-14       | 29    | 7     | 1                | 0                | 10                    | 2                     | 40    | 9     |
| S. K. Rapid Viena · Austria        | Total club    | Total club    | 45    | 10    | 2                | 0                | 10                    | 2                     | 57    | 12    |
| Red Bull Salzburgo · Austria       | 1.ª           | 2014-15       | 33    | 19    | 6                | 7                | 12                    | 1                     | 51    | 27    |
| Red Bull Salzburgo · Austria       | Total club    | Total club    | 33    | 19    | 6                | 7                | 12                    | 1                     | 51    | 27    |
| R. B. Leipzig · Alemania           | 2.ª           | 2015-16       | 32    | 8     | 2                | 0                | ―                     | ―                     | 34    | 8     |
| R. B. Leipzig · Alemania           | 1.ª           | 2016-17       | 32    | 8     | 1                | 1                | ―                     | ―                     | 33    | 9     |
| R. B. Leipzig · Alemania           | 1.ª           | 2017-18       | 22    | 3     | 2                | 2                | 10                    | 0                     | 34    | 5     |
| R. B. Leipzig · Alemania           | 1.ª           | 2018-19       | 30    | 4     | 5                | 0                | 8                     | 1                     | 43    | 5     |
| R. B. Leipzig · Alemania           | 1.ª           | 2019-20       | 32    | 9     | 3                | 3                | 9                     | 4                     | 44    | 16    |
| R. B. Leipzig · Alemania           | 1.ª           | 2020-21       | 27    | 8     | 5                | 1                | 7                     | 0                     | 39    | 9     |
| R. B. Leipzig · Alemania           | 1.ª           | 2021-22       | 2     | 0     | 0                | 0                | ―                     | ―                     | 2     | 0     |
| R. B. Leipzig · Alemania           | Total club    | Total club    | 177   | 40    | 18               | 7                | 34                    | 5                     | 229   | 52    |
| Bayern de Múnich · Alemania        | 1.ª           | 2021-22       | 25    | 1     | 0                | 0                | 5                     | 0                     | 30    | 1     |
| Bayern de Múnich · Alemania        | 1.ª           | 2022-23       | 15    | 1     | 3                | 0                | 6                     | 0                     | 24    | 1     |
| Bayern de Múnich · Alemania        | Total club    | Total club    | 40    | 2     | 3                | 0                | 11                    | 0                     | 54    | 2     |
| Manchester United F. C. Inglaterra | 1.ª           | 2022-23       | 11    | 0     | 4                | 1                | 3                     | 2                     | 18    | 3     |
| Manchester United F. C. Inglaterra | Total club    | Total club    | 11    | 0     | 4                | 1                | 3                     | 2                     | 18    | 3     |
| Borussia Dortmund · Alemania       | 1.ª           | 2023-24       | 25    | 4     | 3                | 1                | 12                    | 1                     | 40    | 6     |
| Borussia Dortmund · Alemania       | 1.ª           | 2024-25       | 26    | 1     | 2                | 0                | 15                    | 0                     | 43    | 1     |
| Borussia Dortmund · Alemania       | Total club    | Total club    | 51    | 5     | 5                | 1                | 27                    | 1                     | 83    | 7     |
| Total carrera                      | Total carrera | Total carrera | 402   | 87    | 41               | 16               | 101                   | 11                    | 544   | 114   |

## Palmarés

### Títulos nacionales
| Título                  | Club                    | País       | Año     |
| ----------------------- | ----------------------- | ---------- | ------- |
| Primera Liga de Austria | F. C. Admira Wacker     | Austria    | 2010-11 |
| Bundesliga              | Red Bull Salzburgo      | Austria    | 2014-15 |
| Copa de Austria         | Red Bull Salzburgo      | Austria    | 2014-15 |
| 1. Bundesliga           | Bayern de Múnich        | Alemania   | 2021-22 |
| Supercopa de Alemania   | Bayern de Múnich        | Alemania   | 2022    |
| 1. Bundesliga           | Bayern de Múnich        | Alemania   | 2022-23 |
| Copa de la Liga         | Manchester United F. C. | Inglaterra | 2022-23 |

### Distinciones individuales
| Distinción                                        | Año                  |
| ------------------------------------------------- | -------------------- |
| Equipo del año en la Liga de Campeones de la UEFA | 2020[cita requerida] |